# Fredrika Söderholm
Emilia Fredrika Söderholm, född 1839 i Lund, död där 30 november 1912, var en svensk litograf. 
Hon var dotter till akademiritmästaren Magnus Körner och Charlotta Gustafva Danielson och gift med teckningsläraren Nils Ludvig Söderholm. Hon fick sin konstnärliga utbildning från sin far och var i huvudsak verksam som faderns assistent vid utgivande av grafiska arbeten.